# Guillaume Defossé
Guillaume Defossé, né le 29 novembre 1985 à Woluwe-Saint-Lambert, est un homme politique belge, membre du parti Ecolo, député fédéral depuis octobre 2020.

## Biographie
Guillaume Defossé a étudié les Relations internationales et l'Action humanitaire d’urgence à l’UCLouvain.
Il s'engage dans le mouvement altermondialiste à l'adolescence. Il participe en 2008 à la co-fondation de l’association Génération Palestine-Belgique dont il deviendra président en 2011. En janvier 2014, il devient Président de la Coordination Nationale d’Action pour la Paix et la Démocratie (CNAPD).
Il est également slameur amateur sous le nom de "Delta".

## Parcours politique
Guillaume Defossé rejoint Écolo en 2003. Il travaille à partir de 2009 comme assistant parlementaire de  Vincent Lurquin et Zakia Khattabi. Il occupe la fonction de conseiller en politiques transversales au sein du cabinet de Christos Doulkeiridis, secrétaire d'Etat bruxellois au logement. De 2019 à sa prestation de serment, il est rédacteur au sein de la cellule communication des ministres bruxellois Barbara Trachte et Alain Maron.
En 2014, il est élu coprésident de la régionale d'Écolo Bruxelles.
Guillaume Defossé devient député fédéral le 1er octobre 2020 à la suite de la nomination de Tinne Van der Straeten comme ministre dans le gouvernement De Croo. Il siège au sein du groupe Ecolo-Groen et travaille notamment sur les sujets liés à la Défense, au Renouveau démocratique, au Passé colonial de la Belgique et à  Beliris.